# Гафаня-да-Боа-Ора
Гафаня-да-Боа-Ора (порт. Gafanha da Boa Hora; МФА: [gɐ.ˈfɐ.ɲɐ dɐ ˈbo.ɐ ˈo.ɾɐ]) — парафія в Португалії, у муніципалітеті Вагуш. Розташована в західній частині країни, на теренах історичної португальської провінції Бейра. Входить до складу округу Авейру. За адміністративним поділом, чинним до 1976 року, терени парафії були складовою провінції Берегова Бейра. Належить до Авейрівської діоцезії Католицької церкви. Патрон — Діва Марія. Площа — 37,2155 км². Населення — 2625 ос. (2011). Слабо урбанізований регіон. Густота населення — 70,54 осіб/км²
. Код — 011804.

## Населення
| 1970  | 1981  | 1991  | 2001  | 2011  |
| 2 257 | 2 151 | 1 725 | 2 277 | 2 625 |